# Kevin ZP98

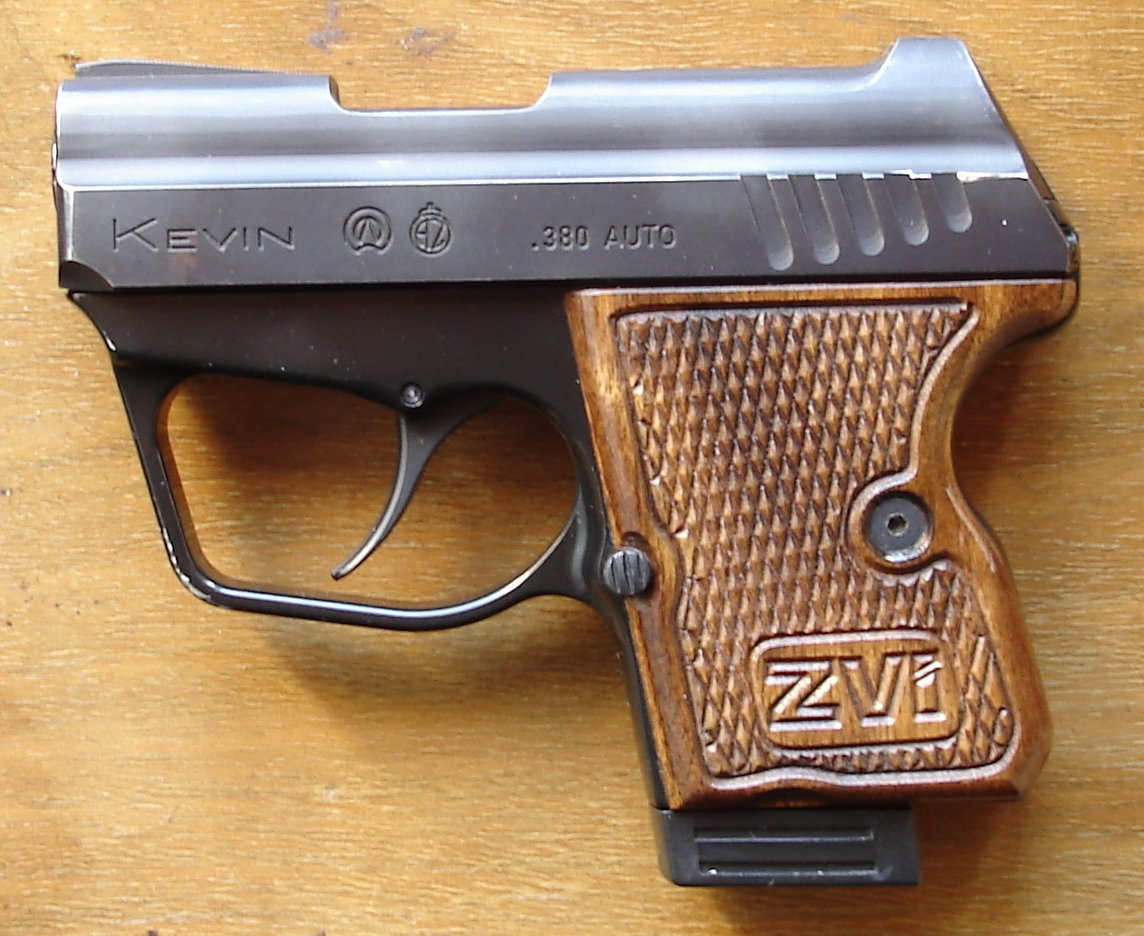
Pistole Kevin

Kevin ZP98 je kapesní samonabíjecí pistole vyráběná českou firmou ZVI.

## Popis
Pistole Kevin vznikla koncem 90. let ve spolupráci konstruktéra Antonína Zendla a Zbrojovky Vsetín - Indet. Jde o malou kapesní pistoli, ale na rozdíl od většiny ostatních kapesních pistolí je vyráběna v poměrně výkonných rážích 9 mm Browning (380 Auto) a 9 mm Makarov. Tyto náboje jsou výkonnější ve srovnání se slabým nábojem 6,35 mm Browning, který byl dlouhá léta standardem pro kapesní pistole. Od roku 2008 je navíc vyráběna v "nesmrtící" ráži 9 mm P.A., tj. pro střelivo s pryžovým projektilem.
Rám zbraně je z lehké duralové slitiny, závěr a hlaveň jsou ocelové. Spoušťový mechanismus je typu DAO se skrytým kohoutem (kladívkem). Dlouhý chod spouště je spolu s inerčním úderníkem jediným pojistným mechanismem pistole. Zbraň nemá klasickou manuální pojistku, což je typické pro zbraně se spoušťovým ústrojím typu DAO.
Vzhledem k použité ráži má Kevin neuzamčený závěr, který je brzděný jednoduchým patentovaným mechanismem. V horní části hlavně jsou provrtány dva otvory, ze kterých při výstřelu odchází část plynů. Tyto plyny směřují proti pohybu závěru a tím ho brzdí. Zároveň také snižují tlak v hlavni a zdvih zbraně. Bez použití tohoto mechanismu by byl pohyb závěru příliš rychlý a zásobník by nedokázal spolehlivě podat nový náboj.
Rám zbraně je vyroben z hliníkové slitiny, závěr z uhlíkaté oceli. Muška a hledí jsou integrované do horní části závěru. Hlaveň je vyrobena kováním za studena.
Ve Spojených státech amerických byla pistole vyráběna a prodávána od roku 2008 firmou Magnum Research pod názvem Micro Desert Eagle.

## Použití
Kevin je mezi držiteli zbraní v České republice poměrně populární. Uživatelé oceňují vynikající spolehlivost a malé rozměry, díky kterým je velmi vhodný pro každodenní skryté nošení. Kevin se vyrábí v několika provedeních s různou povrchovou úpravou.

## Technicko-taktická data
| Ráže                  | 9 mm Browning, 9 mm Makarov, 9 mm P.A, 9mm Browning court (.380) |
| Celková délka         | 116 mm                                                           |
| Délka hlavně          | 57 mm                                                            |
| Výška                 | 95 mm                                                            |
| Šířka                 | 23 mm                                                            |
| Hmotnost bez nábojů   | 400 g                                                            |
| Kapacita zásobníku    | 6 nebo 8 nábojů                                                  |
| Spoušťový mechanismus | DAO                                                              |